# Forficula iberica
Forficula iberica ist eine wenig bekannte Art der zu den Insekten gehörenden Ohrwürmer und lebt endemisch in der spanischen Sierra de Moncayo, im Iberischen Scheidegebirge und in Nordportugal.

## Merkmale
Die Körperlänge beträgt einschließlich der Zangen bei den Männchen 11–12 mm und bei den Weibchen 11,5–13 mm. Das äußere Erscheinungsbild erinnert an Guanchia pubescens oder Apterygida albipennis, die Zange der Männchen jedoch an eine Mischung aus Guanchia pubescens und Forficula auricularia. Generell ist die Art gelbbraun bis rötlichbraun, der Kopf ockerfarben und glänzend und Pronotum und Elytren gelblich. Antennen und Beine sind hellbraun, die Abdominaltergite rötlichbraun. Die Cuticula von Kopf, Pronotum und Elytren ist glatt, unbehaart und die Abdominaltergite sind schwach gepunktet. Der Kopf ist breit, prall und die postfrontalen und coronalen Nähte sind vorhanden. Die Augen sind mäßig klein und kürzer als die Kopflänge hinter den Augen. Das erste Antennenglied ist sehr klein und deutlich kürzer als die Distanz zwischen den beiden Antennenbasen. Die Antennen bestehen aus 12 Gliedern. Das Pronotum ist fast so lang wie breit, die Seitenränder sind parallel, die Hinterecken abgerundet und der Hinterrand konvex. Die mediane Längsrille ist deutlich erkennbar. Die Elytren sind kurz, nur wenig länger als das Pronotum und Hinterflügel fehlen. Das Abdomen ist normal entwickelt, etwas abgeflacht und es erweitert sich zum 5. und 6. Abdominaltergit hin. Die breiteste Stelle des Abdomens befindet sich am 4. und 5. Abdominaltergit. Die lateralen Drüsenfalten auf dem 3. und 4. Abdominaltergit sind vorhanden. Das letzte Abdominaltergit ist breit, quer und einfach gestaltet. Das Pygidium ist sehr klein. Die Zange der Männchen ist lang, an der Basis etwas lamelliert, aber die Innenränder des hinteren Zangenbereichs haben keinen parallelen Abschnitt und sind unregelmäßig gekerbt. Die Seitenäste besitzen medial jeweils einen einzelnen inneren Zahn. Es existiert eine starke Variabilität in der Form der männlichen Zangen, die meisten Männchen besitzen lange Zangen mit einer breiten Kurve in der hinteren Hälfte. Andere Exemplare haben kleinere Zangen, die im letzten Drittel weniger stark gebogen sind. Zwischen diesen beiden Formen existieren Übergangstypen. Die Genitalien sind charakteristisch, die zentrale Parameralplatte ist schmal, die Virga innerhalb der Genitalloben ist nicht vom Forficula-Typ und mit einer spezifischen Basalblase. Die äußeren Parameren sind mäßig kurz und schmal. Die Weibchen ähneln den Männchen, aber die Zange ist einfach, spitz zulaufend, gerade und die Seitenäste berühren sich an der Spitze. Zudem ist die Färbung im frontalen Kopfbereich leicht dunkler als bei den Männchen und der dunklere Bereich des Pronotums ist weniger markant. Die Abdominalsegmente sind breiter, vor allem das 5. und 6. Segment.
Nymphen
Späte Nymphenstadien sind honigbraun und glänzend. Der Kopf ist dunkler gefärbt, dunkelbraun bis schwärzlich. Die Thoraxsegmente sind gelblich und dorsal dunkler. Die Abdominalsegmente sind honigfarben und werden zum Körperende hin dunkler, insbesondere an den Seiten. Das letzte Abdominalsegment ist dunkler und schwärzlich-rötlichbraun gefärbt. Die Zange ist relativ lang, schwärzlich-rötlichbraun und ebenso geformt wie die der adulten Weibchen, aber dünner und länger.

## Ähnliche Arten
Die Art wurde gelegentlich nur als Synonym von Forficula auricularia angesehen. Im Gegensatz zu dieser Art fehlen F. iberica jedoch die Hinterflügel, auch gibt es deutliche Unterschiede in Körperproportionen und Färbung. Zudem ähneln die Nymphen eher denen von Guanchia pubescens, Apterygida albipennis und Forficula lesnei und nicht denen von F. auricularia. Genetische Studien konnten außerdem zeigen, dass F. auricularia und F. iberica nicht besonders nah miteinander verwandt sind.
Die ähnlichste Art ist Forficula lesnei. Die generellen Körperproportionen, Färbung und die Form der Elytren sind nahezu gleich mit denen von Forficula lesnei. Jedoch unterscheidet sich die männliche Zange beider Arten deutlich, auch sind die Verbreitungsgebiete unterschiedlich, da Forficula lesnei atlantisch verbreitet ist. Die Zange von F. lesnei-Männchen besitzt eine größere erweiterte Zangenbasis mit fast parallelen Rändern bis zur Mitte, wo eine abrupte Reduktion der Breite auftritt. Bei F. iberica-Männchen befindet sich der breiteste Punkt der Cerci sehr nahe am letzten Abdominaltergit und daher ragt der Zahn in der Mitte der Zangen stärker hervor, anstatt wie ein Vorsprung der Zangenbasis zu wirken.
Bei der ebenfalls sehr ähnlichen Guanchia pubescens ist die Form der inneren Zähne der Zangen der Männchen unterschiedlich und die Form der Elytren ist bei Guanchia häufiger quer abgestutzt. Guanchia brignolii ist ebenfalls sehr ähnlich, jedoch ist die Zangenbasis bis zum Endzahn länger. G. brignolii findet sich jedoch nur im östlichen Mittelmeerraum. Auch Apterygida albipennis kommt auf der Iberischen Halbinsel nicht vor. Im gleichen Verbreitungsgebiet lebt dagegen die sehr unterschiedliche Art Mesochelidura bolivari.
Die italienischen Arten Forficula silana und Forficula apennina zeigen ebenfalls hohe Ähnlichkeiten, leben jedoch geographisch getrennt. Forficula silana ist robuster und die Zangenbasis nimmt nur ein Fünftel der länglicheren Zangen ein, wodurch eine breite Lücke vor dem Endzahn liegt.

## Verbreitung und Lebensraum
Die Art lebt endemisch in Spanien. Die Terra typica befindet sich in Borja (Saragossa) in der Provinz Saragossa. Neuere Funde sind aus dem Iberischen Scheidegebirge bekannt und hier aus der Sierra de Guadarrama, der Sierra de Béjar und der Sierra de Francia. Hier bevorzugt die Art in ungefähr 850–1500 m  Höhe Südhanglagen in Wäldern aus Pyrenäen-Eiche und Waldkiefer. Imagines wurden unter der Borke von sonnenexponiertem Totholz oder unter umgefallenen Stämmen gefunden. Nymphen wurden in den Lamellen von großen Fruchtkörpern der Gattung Agaricus gefunden, die sich auf feuchten offenen Weiden befanden, die von Lack-Zistrose, Rubus und Hundsrose umgeben waren, innerhalb der oben erwähnten Bergwälder. Die Art ist mit Malaise-Fallen nachweisbar. Borja befindet sich hingegen niedriger, das Gebiet ist trockener und wird größtenteils landwirtschaftlich genutzt. Es ist jedoch möglich, dass das Typusexemplar 20 km weiter westlich gesammelt wurde und Borja als nächstgröße Stadt auf dem Etikett angegeben wurde. Weniger als 20 km westlich befinden sich feuchte Bergwälder mit maximal 2.340 m Höhe und Wäldern aus Pyrenäen-Eiche, Waldkiefer und Rotbuche innerhalb der Sierra de Moncayo. Auf iNaturalist wurde eine Nymphe auf dem Monte de Valdelatas bei Madrid eingetragen (maximale Höhe 720 m) sowie Weibchen in der Sierra de Guadarrama und Sierra de Ayllón (Sierra Norte) weiter östlich. 2025 wurden auch Funde in der westlichen Sierra Morena publiziert.
Die Art ist außerdem aus Portugal bekannt, wo sie nahe Bragança (Portugal) in der Serra de Montesinho sympatrisch mit Mesochelidura bolivari vorkommt.

## Lebensweise
In der Sierra de Guadarrama sind Aktivitäten der Art von Anfang Mai bis Oktober bekannt, während sie in den Sierras de Béjar, Quilamas und Gata von Januar bis November reichen. Nymphen sind vor allem im Juli zu finden.

## Taxonomie
Die Art wurde 1981 von Henrik Steinmann als Forficula iberica erstbeschrieben. Erst 40 Jahre später, im Jahr 2021, gelangen weitere Funde der Art. Primär aufgrund der Ähnlichkeit der Nymphen, aber auch anhand der Morphologie der Adulti und auf Basis von aktuellen DNA-Analysen ist davon auszugehen, dass die Art nahe verwandt ist mit Guanchia pubescens, Apterygida albipennis und Forficula lesnei. Die Gattungszugehörigkeiten dieser vier Arten könnten bisher nicht korrekt bestimmt worden sein, weshalb weitere phylogenetische Analysen taxonomische Änderungen mit sich bringen können.